# Through the Dark
Through the Dark er en amerikansk stumfilm fra 1924 instrueret af George W. Hill.

## Medvirkende
- Colleen Moore som Mary McGinn
- Forrest Stanley som Boston Blackie
- Margaret Seddon som McGinn
- Hobart Bosworth som Warden
- George Cooper som Travel
- Eddie Phillips
- Wade Boteler som O'Leary
- Tom Bates som Sandy